# الأربعة القديمة

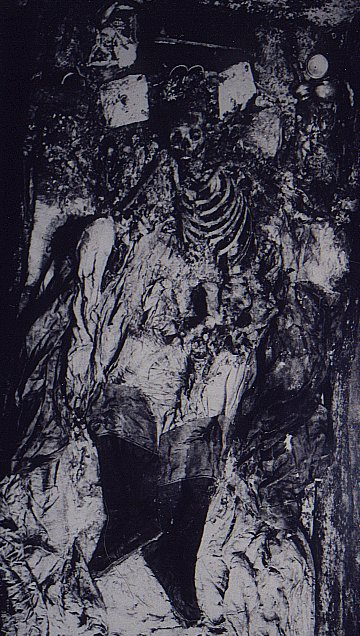
بقايا الإمبراطور وانلي (حكم بين 1572–1620) في مقابر أسرة مينغ. جرّ الحرس الأحمر رفات الإمبراطور وإمبراطوراته إلى مقدمة المقبرة، حيث شجبوها وأحرقوها.

تشير العناصر الأربعة القديمة (بالصينية المبسطة: 四旧؛ بالصينية التقليدية: 四舊) إلى فئات استخدمها الحرس الأحمر خلال الثورة الثقافية لوصف عناصر الثقافة الصينية قبل الثورة الشيوعية الصينية التي كانوا يحاولون تدميرها. كانت العناصر الأربعة القديمة هي "الأفكار القديمة" و"الثقافة القديمة" و"التقاليد القديمة" و"العادات القديمة". خلال أغسطس الأحمر عام 1966، بعد وقت قصير من اندلاع الثورة الثقافية، بدأت حملة الحرس الأحمر لتدمير العناصر الأربعة القديمة وسط المجازر التي ارتُكبت في بكين.  

## مصطلحات
ظهر مصطلح "العناصر القديمة الأربعة" لأول مرة في الأول من يونيو عام 1966، في افتتاحية صحيفة الشعب اليومية لشين بودا بعنوان "امسحوا كل شياطين البقر وأرواح الثعابين"، حيث وُصفت الأشياء القديمة بأنها معادية للبروليتاريا، و"مُرعّبة من قِبل الطبقات المُستغلة، [وأنها] سمّمت عقول الناس لآلاف السنين". إلا أنه لم يتم تحديد العادات والثقافات والتقاليد والأفكار التي تُشكّل "الأشياء القديمة الأربعة" تحديدًا بشكل واضح.
في 8 أغسطس، استخدمت اللجنة المركزية للحزب الشيوعي الصيني هذا المصطلح في مؤتمرها الوطني الثامن. وأقرّ لين بياو هذا المصطلح في 18 أغسطس خلال تجمع جماهيري حاشد، ومن ثم انتشر في مجلة "العلم الأحمر" ومنشورات "الحرس الأحمر". 
لم تظهر الدعوات إلى تدمير "العناصر الأربعة القديمة" عادةً بمعزل عن بعضها البعض، بل قُورنت بأمل بناء "الأربعة الجديدة" (عادات جديدة، ثقافة جديدة، تقاليد جديدة، أفكار جديدة). وقيل إن الأفكار الاشتراكية الناشئة تكافح ضد القيم الأربعة القديمة. وكانت لفكرة أن الثقافة الصينية مسؤولة عن تخلف الصين الاقتصادي وحاجتها إلى الإصلاح سابقة في حركة الرابع من مايو (1919)، كما شجعتها السلطات الاستعمارية خلال الحرب الصينية اليابانية الثانية.

## حملة التدمير
بدأت حملة تدمير العناصر الأربعة وتنمية الإرث الجديد (بالصينية: 破四旧立四新) في بكين في 19 أغسطس خلال ما يُعرف بـ"أغسطس الأحمر".   يكتب الأكاديمي أليساندرو روسو أن تدمير الإرث القديم كان حملة غامضة من وجهة نظر الحزب الشيوعي الصيني .  ويجادل بأنه في زمن التعددية السياسية المتزايدة، سعى الحزب إلى توجيه نشاط الطلاب نحو أعداء طبقيين واضحين وأهداف أقل أهمية ليسهل على الحزب احتواء الموقف.

### حملة "إعادة التسمية"

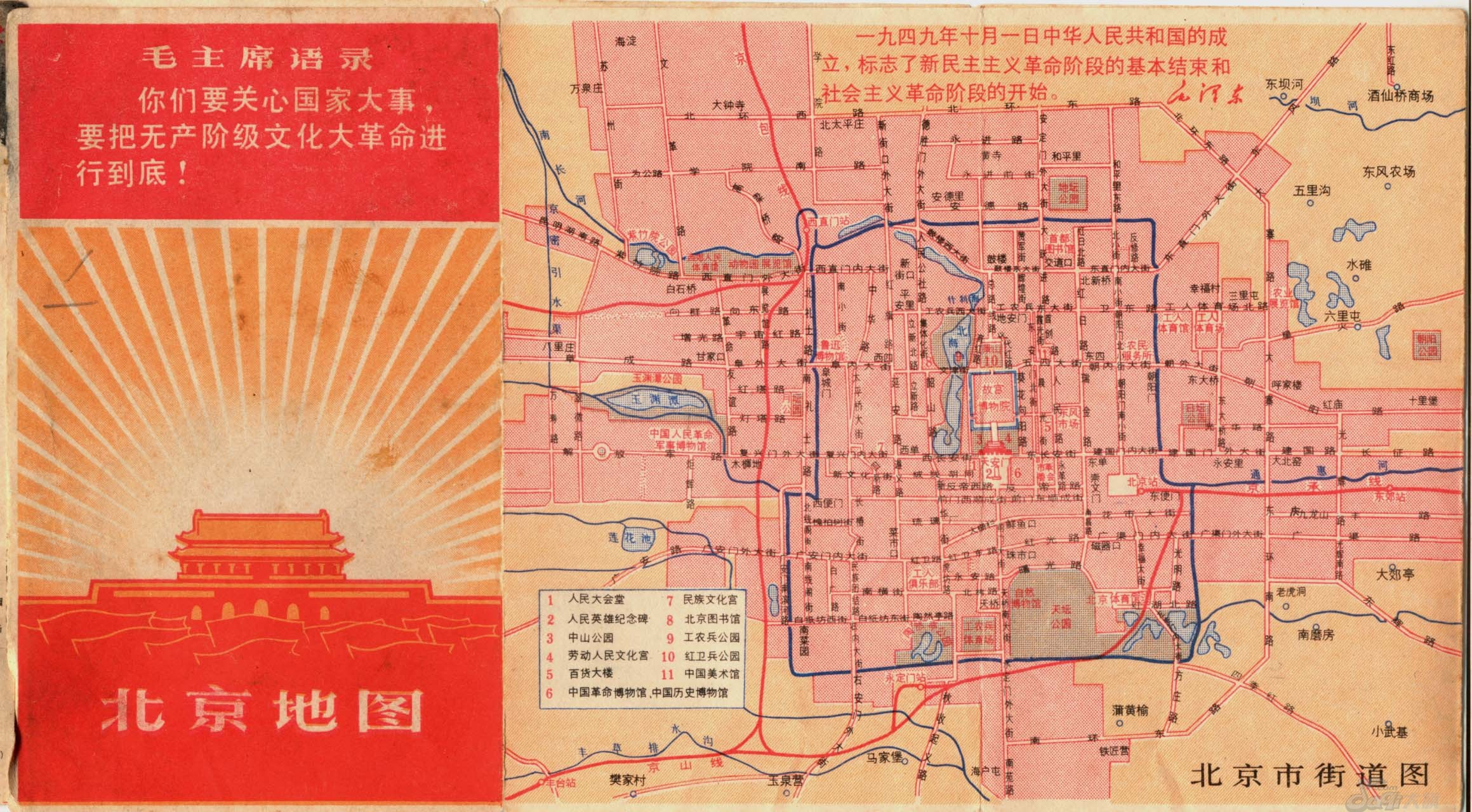
خريطة لبكين تعود إلى عام 1968 تظهر الشوارع والمعالم التي أعيد تسميتها خلال الثورة الثقافية. أصبح شارع "شارع بوابة الاستقرار الداخلي" "طريق القفزة العظيمة للأمام"، و"شارع مصنع تايجي" "طريق الإقصاء الدائم"، و"زقاق الشعب في تقاطع الشرق" أصبح "طريق مناهض للإمبريالية"، و"حديقة بحر الشمال" أصبحت "حديقة العمال والفلاحين والجنود"، و"حديقة ماونتن فيو" أصبحت "حديقة الحرس الأحمر". أُلغيت معظم تغييرات الأسماء التي طرأت خلال عصر الثورة الثقافية لاحقًا.

في جميع أنحاء الصين، تعرضت اللافتات التي تحمل أسماء الطرق القديمة للتخريب.  وكانت أول الأشياء التي تغيرت هي أسماء الشوارع والمتاجر: "متجر ملابس السماء الزرقاء" إلى "متجر ملابس الدفاع عن ماو تسي تونغ"، و"طريق كاي إي" إلى "طريق الحرس الأحمر"، وهكذا.
في بكين، تم تغيير اسم الطريق الذي كانت تقع فيه سفارة الاتحاد السوفييتي إلى "طريق مناهضة التحريفية".  تم تغيير اسم مستشفى كلية الطب بجامعة بكين، الذي أسسته مؤسسة روكفلر في عام 1921، إلى "مستشفى مناهض للإمبريالية". 
في منطقة هوانغبو في شنغهاي، المركز التجاري للمدينة، هدم الحرس الأحمر 93 بالمائة من لافتات المتاجر (2166 من 2328)، وأعادوا تسمية المطاعم والمدارس والمستشفيات. كما اتخذ الحرس الأحمر شارع نانجينغ مقرًا ثوريًا له في شنغهاي، وأطلقوا عليه اسم "شارع مناهضة الإمبريالية". 
كما قام العديد من الأشخاص في مختلف أنحاء الصين بتغيير أسمائهم إلى شعارات ثورية، مثل تشيهونغ (志红، "الأحمر المحدد")، جيجي (继革"، "في أعقاب الثورة") وويدونغ (卫东، "حماية الشرق أو حماية ماو").   

### المواقع العامة

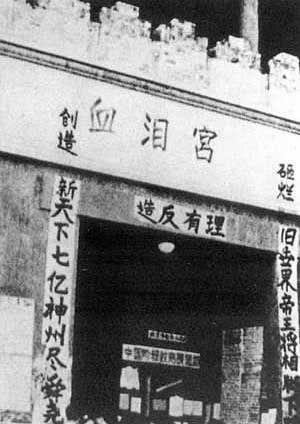
أعيد تسمية المدينة المحرمة في بكين إلى "قصر الدم والدموع".

تعرضت مقبرة كونفوشيوس للهجوم في نوفمبر 1966، أثناء الثورة الثقافية، عندما زارها فريق من الحرس الأحمر من جامعة بكين للمعلمين، بقيادة تان هولان، وقاموا بتخريبها.  أخرجت جثة الدوق يان شنغ من الجيل السادس والسبعين (من نسل كونفوشيوس) من قبرها وتعليقها عارية على شجرة أمام القصر أثناء تدنيس المقبرة في الثورة الثقافية. 
لم تُقرّ الحكومة الصينية التدمير المادي للمنتجات. بل إنها حمّت الاكتشافات الأثرية المهمة التي اكتُشفت خلال الثورة الثقافية، مثل ماوانجدوي، وتمثال بوذا العملاق في ليشان، وجيش التيراكوتا.  وفور علمه باقتراب الحرس الأحمر من المدينة المحرمة، أمر رئيس مجلس الدولة تشو إن لاي بإغلاق البوابات فورًا ونشر جيش التحرير الشعبي ضد الحرس الأحمر. بعد هذه الحادثة، حاول تشو إنشاء مجموعة قواعد سلوك أكثر سلمية للحرس الأحمر، بدعم من الكوادر تاو تشو ولي فوتشوان وتشن يي. لكن اليساريين المتطرفين كانج شينغ وجيانج تشينغ وتشون تشياو أحبطوا هذه الخطة. على الرغم من فشل العديد من مبادرات تشو الأخرى لوقف الدمار بسبب معارضتهم أو معارضة ماو نفسه، إلا أنه نجح في منع تغيير اسم بكين إلى "مدينة الشرق الأحمر" واستبدال الأسود الحارسة الصينية أمام ميدان تيان آن من. 
وفي المراحل اللاحقة من الحملة، دمرت نماذج من العمارة الصينية، وتم تمزيق الأدب الكلاسيكي واللوحات الصينية، وتم تدنيس المعابد الصينية. 

### التحرش الشخصي والممتلكات الخاصة
وشملت المظاهر الأخرى لحملة الحرس الأحمر إلقاء الخطب، ونشر ملصقات كبيرة الحجم ومضايقة الأشخاص، مثل المثقفين، الذين تظاهروا بتحدٍ ضد المبادئ الأربعة القديمة.  تصاعد هذا من مضايقة الناس في الشوارع بسبب ملابسهم أو تسريحة شعرهم، إلى القتل على نطاق واسع والاعتداء والاحتجاز التعسفي ونهب المنازل الخاصة. اقتحم الحرس الأحمر منازل الأثرياء ودمر اللوحات والكتب والأثاث؛ وكانت جميعها أشياء اعتبروها جزءًا من المبادئ الأربعة القديمة. 
تعرض العديد من الفنانين وغيرهم من المتخصصين في الثقافة للاضطهاد على يد المتطوعين، على الرغم من أن بعض التقدم الثقافي جاء بسبب تلك الفترة، بما في ذلك دمج الآلات الغربية "الجديدة" والباليه في أوبرا بكين.

### الهجمات على الأقليات العرقية وحرق الكتب
تم تصنيف لغات وعادات الأقليات العرقية في الصين على أنها جزء من التقاليد الأربعة القديمة وتم حرق النصوص المكتوبة باللغات العرقية.    تم قمع التعليم الثنائي اللغة. 

## معرض الصور

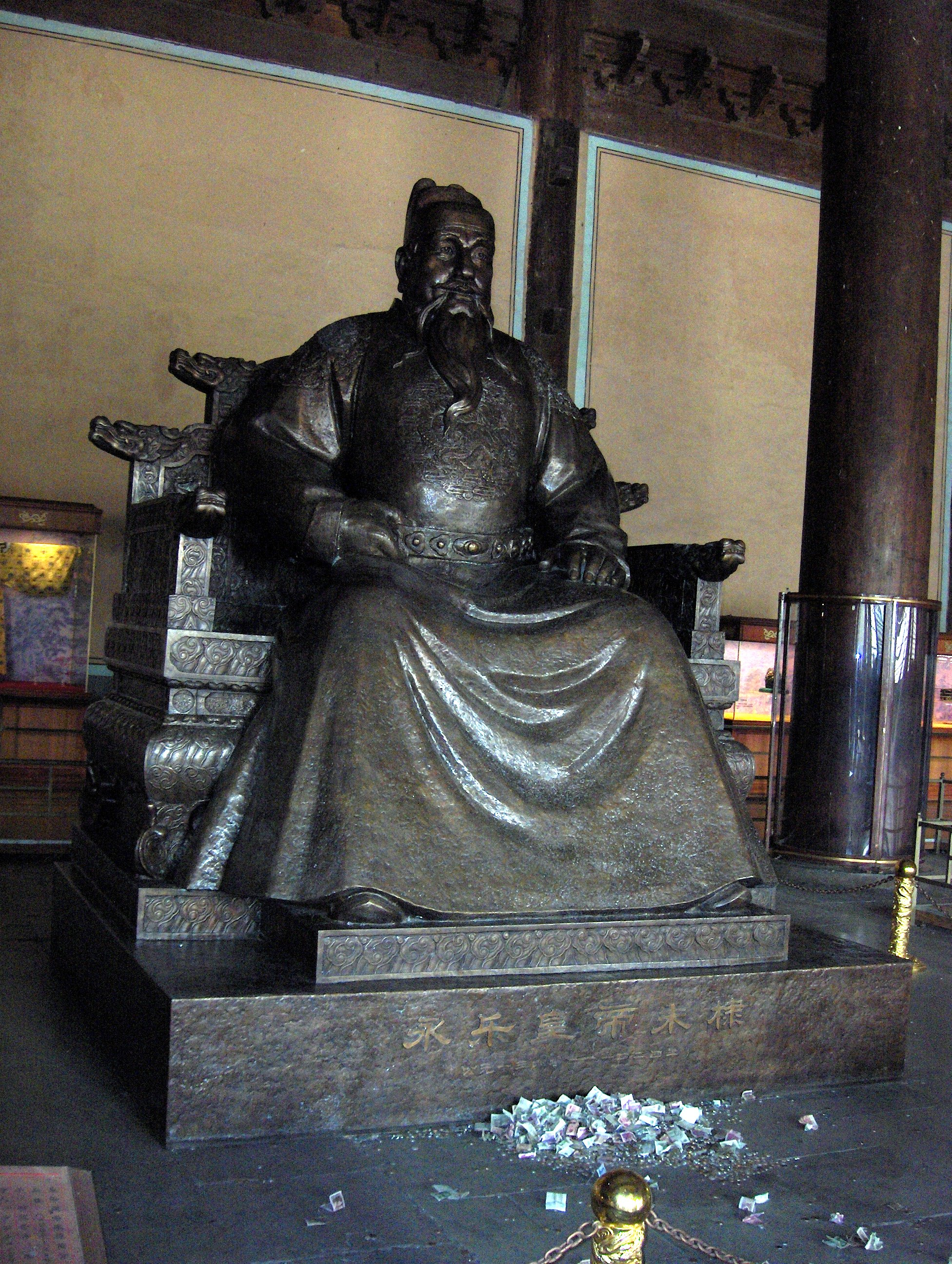
نُحت هذا التمثال للإمبراطور يونغلي في الأصل من الحجر، ودمر في الثورة الثقافية؛ ويوجد في مكانه نسخة معدنية.
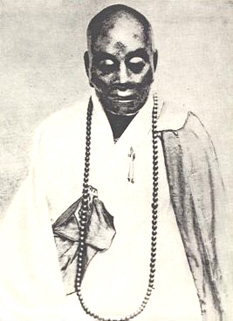
تعرضت بقايا الراهب البوذي هوينينج الذي عاش في القرن الثامن للهجوم أثناء الثورة الثقافية
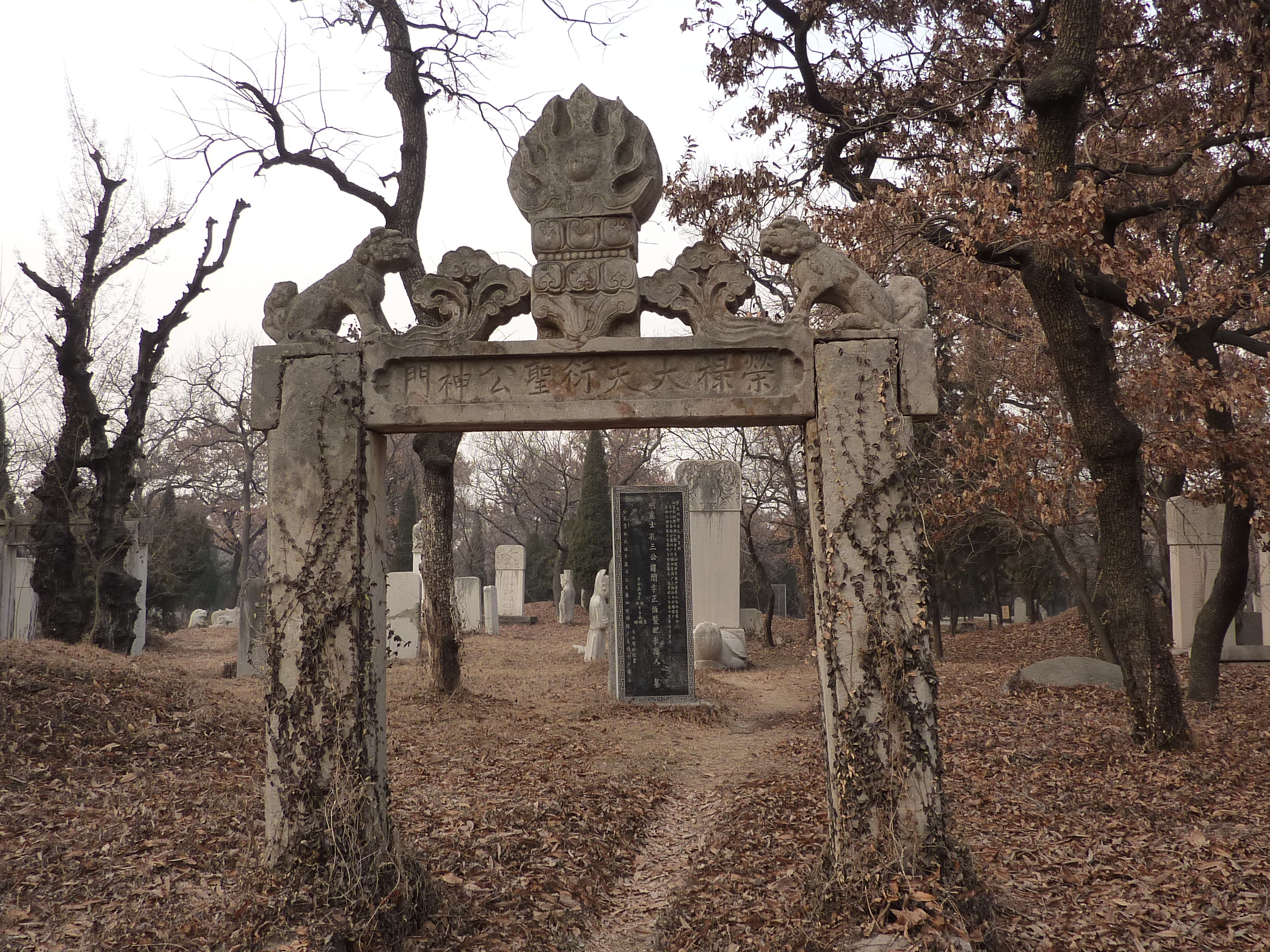
تعرضت مقبرة كونفوشيوس للهجوم من قبل الحرس الأحمر في نوفمبر 1966
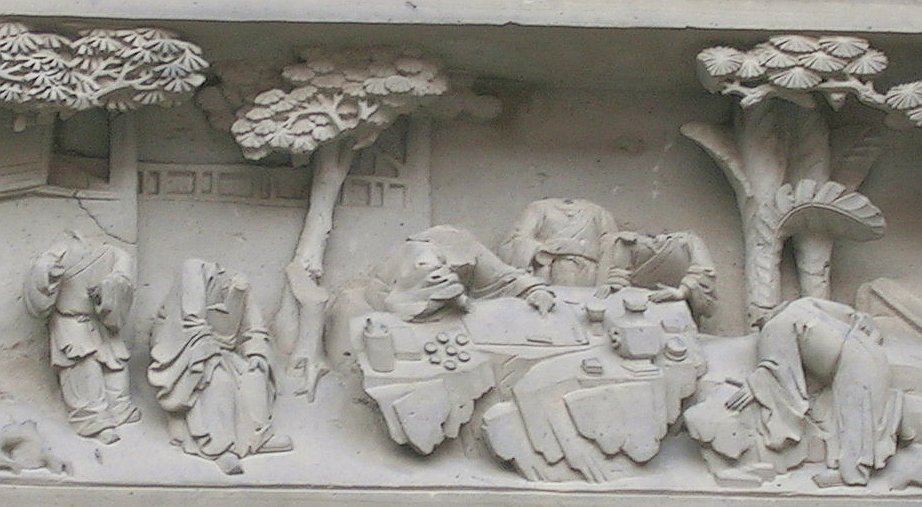
إفريز تضرر أثناء الثورة الثقافية، وهو في الأصل من منزل حديقة لأحد المسؤولين الإمبراطوريين الأثرياء في سوتشو
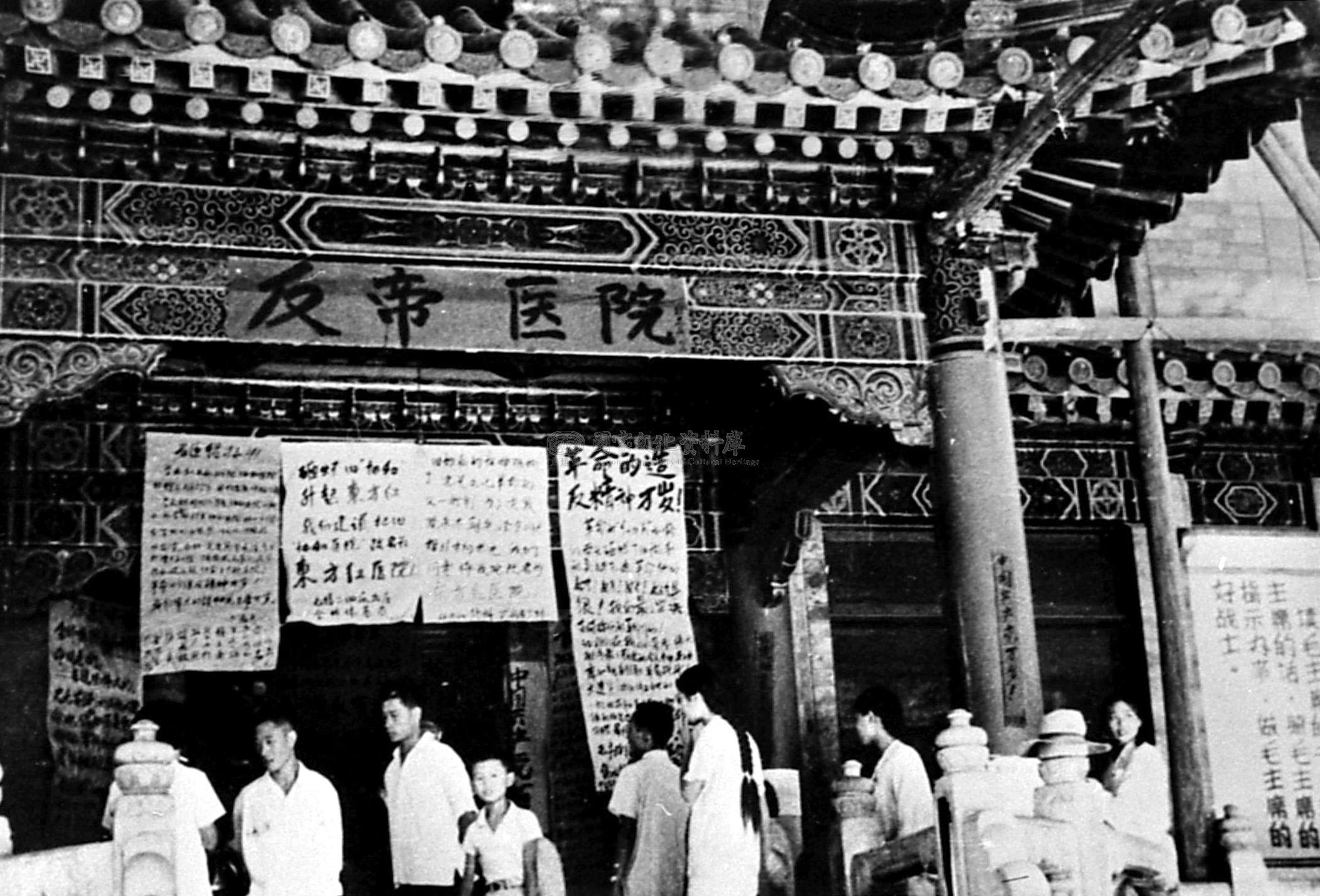
تغير اسم مستشفى كلية الطب بجامعة بكين إلى "مستشفى مناهض للإمبريالية" من قبل الحرس الأحمر
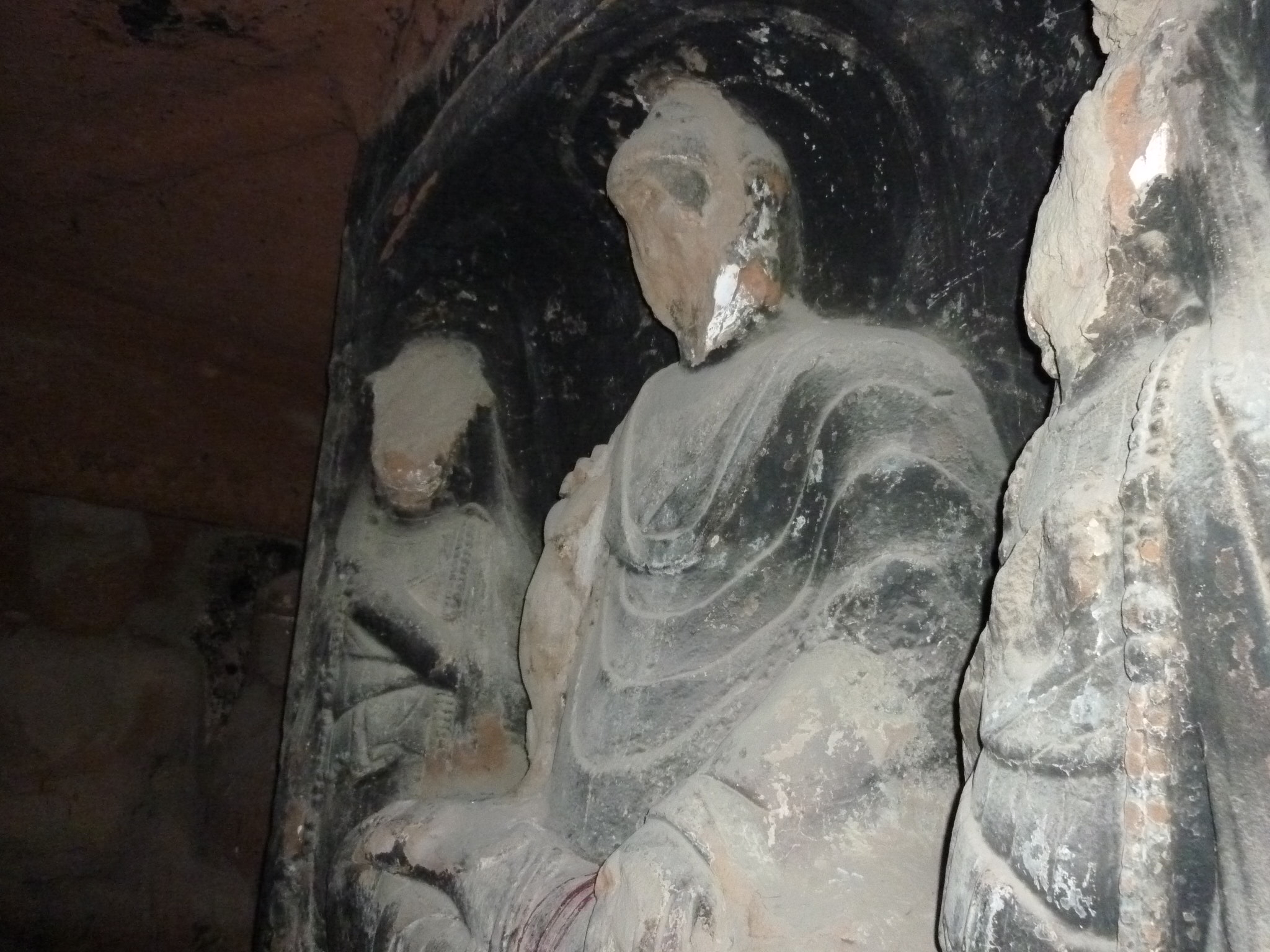
تمثال بوذا التالف

## العواقب

### تقييم الأضرار
ولم يصدر الحزب الشيوعي أي إحصائيات رسمية بشأن الإبلاغ عن التكلفة الفعلية للأضرار. بحلول عام 1978، تسربت العديد من القصص عن الموت والدمار الناجم عن الثورة الثقافية من الصين وأصبحت معروفة في جميع أنحاء العالم. 

### الحفظ
خلال الثورة الثقافية وبعدها، بُذلت جهود لحماية التحف الثقافية الصينية. تدخل مسؤولو شنغهاي في عمليات تفتيش منازل الحرس الأحمر، ونقلوا العناصر إلى مكان آمن، ووثقوا تلك التي لا يمكن نقلها من أجل ترميمها في المستقبل.  بعد الثورة الثقافية، كانت هناك جهود متجددة للحفاظ على التراث الثقافي، مع مبادرات مثل برنامج استعادة الآثار الثقافية المفقودة وإنشاء إدارة الدولة للتراث الثقافي لحماية وإدارة المواقع والتحف التاريخية. 